# Like That (canção de Now United)
"Like That" é uma canção do grupo pop internacional Now United, lançada em 8 de setembro de 2019. A canção foi disponibilizada nas plataformas digitais em 23 de setembro de 2019. Conta com os vocais de Any, Diarra, Heyoon, Josh, Lamar, Sabina, Noah e Bailey.

## Videoclipe
O clipe foi gravado em Ashland, Oregon. A representante da Rússia, Sofya, não pôde participar do clipe pois estava se recuperando da lesão que teve no braço durante a gravação do vídeo clipe de"Sunday Morning".

## Histórico de lançamentos
| Região | Data                   | Formato                    | Gravadora | Ref.￼ |
| ------ | ---------------------- | -------------------------- | --------- | ----- |
| Mundo  | 23 de setembro de 2019 | download digital streaming | XIX       | [ 8 ] |